# زنانة (عمارة)
الزَنانة هي جزء من منزل ينتمي إلى عائلة مسلمة أو سيخية أو هندوسية في شبه القارة الهندية مخصص لنساء الأسرة. الزنانة تعني حرفياً «للنساء» أو «متعلق بالنساء» في اللغة الفارسية.